# Balogh család (mankóbüki)

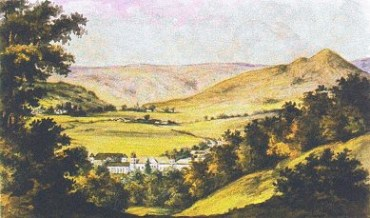
Alsósztregova látképe, Balogh Károly akvarellje

A Balogh de Mankó Bük vagy mankóbüki Balogh család Sopron vármegyei (Bük) nemes család. A vármegye 1719. évi nemesi összeírásában István, Miklós és János, 1725-ben István, Miklós és 3 János, 1754-ben id. és ifj. János, középső János, Mihály és Péter, 1756-ban id. és ifj. János, másik János és László vétettek fel a kétségtelen nemesek közé. Az 1754–55. évi összeírásban igazolták nemességüket. A család Vas vármegyébe is elszármazott, ahol János és fia, József 1795-ben Sopron vármegyének június 2-án kelt bizonyítványával igazolták nemességüket. 1823-ban a fent említett József és fiai: József, Antal és Károly kaptak nemességükről bizonyítványt.

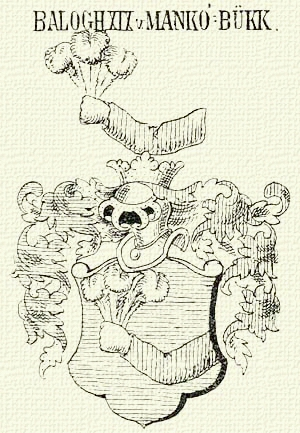
Balogh v. Manko Bükk címer

A család címere vörös mezőben könyöklő, három fekete strucctollat tartó kar, sisakdísze három fekete strucctoll. A család egyes tagjai időközönként más címereket is használtak. Így például János, 1691-ben Sopron vármegyei esküdt, később szolgabíró címerpajzsában a könyöklő kar kardot tart, sisakdísze pedig a kar. Károly 1848–1849-es honvéd huszár őrnagy jobbharánt vágott pajzsú címerében, a bal felső vörös mezőben három strucctoll, a jobb alsó zöld mezőben kardot tartó könyöklő kar látható, sisakdísze három strucctoll. A család generációi szolgáltak az osztrák császári hadseregben és később Budapestet is. Mankóbüki Balogh Károly Imre Madách unokaöccse feltámasztotta őt, mint az alsósztregovai Madách-kastély fiát..

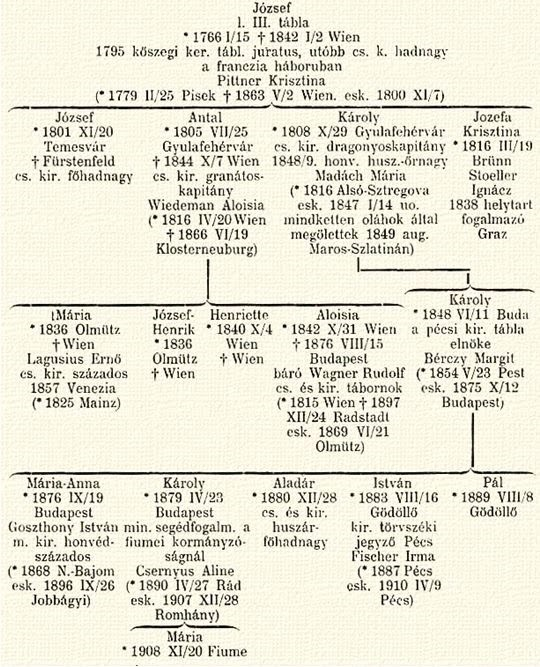
A családfa